# Empire 成功の代償
『Empire 成功の代償』（エンパイア せいこうのだいしょう、Empire）は、2015年から2020年までFOXテレビで放送されたアメリカ合衆国のテレビシリーズ。
音楽業界のトップに君臨するセレブ家族の愛憎と、彼らを取り巻く嫉妬や欲望、裏切りを描いている。
シーズン6まで放送され、日本では2015年3月からFOXチャンネルで放送されている。WOWOW放送時のタイトルは『エンパイア〜成功の代償』。
第73回ゴールデングローブ賞テレビドラマ部門において作品賞（ドラマ部門）にノミネートされたほか、タラジ・P・ヘンソンが女優賞（ドラマ部門）を受賞している。

## ストーリー
ニューヨークの大手レコード会社「エンパイア」は、スラム出身でヒップホップの「伝説」となっているルシウス・ライオンが1代で築き上げ、成功を収めた大企業であるが、3人の息子の誰が後継者になるかが大きな問題になっている。
長男アンドレは頭脳明晰なエリートビジネスマンとして経営面で父親の右腕となっているが、音楽の才能がないことなど、様々なコンプレックスから双極性障害を抱えている。
次男ジャマルはシンガー・ソングライターとしての才能に恵まれているが、控えめな性格で、ゲイであることから父に疎まれている。
三男ハキームは生まれながらのスターとしての才能とカリスマ性を兼ね備え、父から溺愛されているが、血の気が多く、問題行動を起こしがちである。
そんな中、ルシウスの元妻で3人の息子たちの母親であるクッキーが17年の刑務所生活を終えて出所する。
彼女は優れた音楽プロデューサーであり、ルシウスとともにエンパイアの礎を築いたが、会社と家族を守るために刑に服していたのである。

## 登場人物

### メイン
ルシウス・ライオン
演 - テレンス・ハワード、日本語吹替 - 楠大典
エンパイアの創業者でCEO。ヒップホップ界の伝説のスター。
クッキー・ライオン
演 - タラジ・P・ヘンソン、日本語吹替 - 浅野まゆみ
ルシウスの元妻。音楽プロデューサー。
アンドレ・ライオン
演 - トレイ・バイヤーズ、日本語吹替 - 遠藤大智
長男。エンパイアのCFO。
ジャマル・ライオン
演 - ジャシー・スモレット、日本語吹替 - 木村昴
次男。シンガーソングライター。ゲイ。
ハキーム・ライオン
演 - ブリシェア・グレイ、日本語吹替 - 吉野裕行
三男。ラッパー。
アニカ・カルフーン
演 - グレース・ギアリー、日本語吹替 - 生天目仁美
ルシウスの婚約者。ハキームとの間に娘ベラを生む。
ヴァーノン・ターナー
演 - マリク・ヨバ、日本語吹替 - 斉藤次郎
ルシウスの親友でビジネスパートナー。
ロンダ・ライオン
演 - ケイトリン・ダブルデイ、日本語吹替 - たかはし智秋
アンドレの白人の妻。
ベッキー・ウィリアムズ
演 - ガボレイ・シディベ、日本語吹替 - 斉藤こず恵
ルシウスのアシスタント。
ポーシャ・テイラー
演 - タロンダ・ジョーンズ、日本語吹替 - 西島麻紘
クッキーのアシスタント。
ティアナ・ブラウン
演 - セレイヤ
女性アーティスト。ハキームの恋人に。
タリク・カズンズ
演 - モロッコ・オマリ
FBI捜査官。ルシウスの母親違いの弟。
シャイン・ジョンソン
演 - アルヴィン・“イグジビット”・ジョイナー
ルシウスの幼なじみでライバルのラッパー兼音楽プロデューサー。
ジゼル・シムズ＝バーカー
演 - ニコール・アリ・パーカー
エディ・バーカーの妻。

### 周辺の人物
キャロル・ホロウェイ
演 - タシャ・スミス、日本語吹替 - 種市桃子
クッキーの妹。
カミラ・マークス
演 - ナオミ・キャンベル、日本語吹替 - 森なな子
ファッションデザイナー。ハキームの年上の恋人。
マルコム・デヴォー
演 - デレク・ルーク、日本語吹替 - 大隈健太
エンパイアの警備部門長。クッキーと恋仲に。
ビリー・バレッティ
演 - ジャド・ネルソン
クリードモア・エンタテインメントのオーナー。ルシウスのライバル。
リア・メアリー・ウォーカー
演 - ケリー・ローランド（若年期） / レスリー・アガムズ
ルシウスの母親。精神を病み、ルシウスを虐待していた。
ミミ・ホワイトマン
演 - マリサ・トメイ、日本語吹替 - 加藤美佐
投資家。カミラと同性結婚する。
キャンディス・ホロウェイ＝メイソン
演 - ヴィヴィカ・A・フォックス、日本語吹替 - 桜岡あつこ
クッキーの姉。
サースティ・ローリングス
演 - アンドレ・ロヨ、日本語吹替 - 広瀬彰勇
ルシウスの弁護士。汚れ仕事を行う。
フリーダ・ギャッツ
演 - ブリー＝ジー、日本語吹替 - 平井祥恵
女性ラッパー。フランク・ギャザーズの娘。
ラズ・デルガド
演 - アダム・ロドリゲス、日本語吹替 - 阪口周平
コンサートのプロモーター。クッキーと恋仲に。
ジェイミソン・ヒンスロップ
演 - ウィリアム・フィクナー、日本語吹替 - 横島亘
影響力のある音楽マーケティング担当役員。ジャマルを手伝う。
アンジェロ・デュボワ
演 - テイ・ディグス、日本語吹替 - 相沢まさき
裕福な家庭出身の弁護士で政治家。
ダイアナ・デュボア
演 - フィリシア・ラシャド
アンジェロの母親。
ジュリアナ・グリーン
演 - ニア・ロング、日本語吹替 - 水神のりこ
ラスベガスのクラブ経営者。
シャーロット・フロスト
演 - エヴァ・ロンゴリア
州ゲーミング委員会の代表。アンドレの元恋人。
トリー・アッシュ
演 - ルーマー・ウィリス
白人女性シンガーソングライター。ジャマルの友人。
ウォーレン・ホール
演 - テレル・カーター - ダイアナの甥。ジャマルを誘惑する。
エディ・バーカー
演 - フォレスト・ウィテカー
ルシウスの古い友人のヒットメイカー。
クラウディア
演 - デミ・ムーア
ルシウスの看護師。
レニー・ホロウェイ
演 - アルフレ・ウッダード、日本語吹替 - 高島雅羅
クッキーの母親。
クインシー
演 - スカイラン・ブルックス
アンドレとの関係で不当に有罪判決を受けた少年。
テリ
演 - メタ・ゴールディング
クインシーの母親。
デイモン・クロス
演 - ウッド・ハリス
国際的なマネーロンダラー。

### ゲスト
プーマ
演 - キューバ・グッディング・ジュニア、日本語吹替 - 西凛太朗
ルシウスとクッキーの古い友人のソングライター。
デルフィーヌ
演 - エステル
大物女性アーティスト。
エル・ダラス
演 - コートニー・ラブ、日本語吹替 - 唐沢潤
大物女性アーティスト。薬物依存からの復帰を望む。
アンジー
演 - メアリー・J. ブライジ
ルシウスの過去の女性。
ミシェル・ホワイト
演 - ジェニファー・ハドソン
音楽セラピストでゴスペル歌手。
フランク・ギャザーズ
演 - クリス・ロック、日本語吹替 - 伊藤健太郎
麻薬売買の大物。ルシウスとクッキーのかつてのボス。
マクナイト
演 - リュダクリス
ルシウスの監獄の警備員。
スカイ・サマーズ
演 - アリシア・キーズ
ポップシンガー。
ペッパー・オリアリー
演 - ロージー・オドネル
クッキーのかつての刑務所仲間。
ヴォーン・クーパー
演 - フレンチ・モンタナ
エンタテインメント業界の大物でルシウスの知人。
キティ
演 - マライア・キャリー、日本語吹替 - MEGUMI
スーパースター歌手。ジャマルとコラボする。
カルロッタ・ブラウン
演 - クィーン・ラティファ
アトランタの美容サロンのオーナー。ドラマ『STAR 夢の代償』とのクロスオーバー。
ヘイヴン・クイン
演 - キャシー・ヴェンチュラ
映画スター。

## エピソード一覧

### シーズン一覧
| シーズン | シーズン | エピソード | 米国での放送日               | 米国での放送日               |
| シーズン | シーズン | エピソード | 初回                         | 最終回                       |
| -------- | -------- | ---------- | ---------------------------- | ---------------------------- |
|          | 1        | 12         | 2015年1月7日                 | 2015年3月18日                |
|          | 2        | 18         | 2015年9月23日                | 2016年5月18日                |
|          | 3        | 18         | 2016年9月21日                | 2017年5月24日                |
|          | 4        | 18         | 2017年9月27日                | 2018年5月23日                |
|          | 5        | 18         | 2018年9月26日                | 2019年5月8日                 |
|          | 6        | 18         | 2019年9月24日                | 2020年4月21日                |
| トータル | トータル | 102        | 2015年1月7日 – 2020年4月21日 | 2015年1月7日 – 2020年4月21日 |

### シーズン1 （2015年）
| 通算 | 話数 | タイトル         | 原題                       | 監督                       | 米国放送日    | 視聴者数 (万人) |
| ---- | ---- | ---------------- | -------------------------- | -------------------------- | ------------- | --------------- |
| 1    | 1    | 余命宣告         | Pilot                      | リー・ダニエルズ           | 2015年1月7日  | 990             |
| 2    | 2    | 言葉は武器       | The Outspoken King         | リー・ダニエルズ           | 2015年1月14日 | 1,032           |
| 3    | 3    | 積み重なる嘘     | The Devil Quotes Scripture | サナー・ハムリ             | 2015年1月21日 | 1,107           |
| 4    | 4    | 陣地争い         | False Imposition           | ローズマリー・ロドリゲス   | 2015年1月28日 | 1,136           |
| 5    | 5    | 男の仕事の進め方 | Dangerous Bonds            | ジョン・シングルトン       | 2015年2月4日  | 1,147           |
| 6    | 6    | 起死回生         | Out, Damned Spot           | マイケル・エングラー       | 2015年2月11日 | 1,196           |
| 7    | 7    | 二人の夢         | Our Dancing Days           | サナー・ハムリ             | 2015年2月18日 | 1,302           |
| 8    | 8    | 急接近           | The Lyon's Roar            | ダニー・ストロング         | 2015年2月25日 | 1,390           |
| 9    | 9    | 駆け引きの末に   | Unto the Breach            | アンソニー・ヘミングウェイ | 2015年3月4日  | 1,433           |
| 10   | 10   | 告白             | Sins of the Father         | ロブ・ハーディ             | 2015年3月11日 | 1,490           |
| 11   | 11   | 欲望と嫉妬       | Die But Once               | マリオ・ヴァン・ピーブルズ | 2015年3月18日 | 1,582           |
| 12   | 12   | 孤高のライオン   | Who I Am                   | デビー・アレン             | 1,762         |                 |

### シーズン2 （2015年 - 2016年）
| 通算 | 話数 | タイトル           | 原題                         | 監督                       | 米国放送日     | 視聴者数 (万人) |
| ---- | ---- | ------------------ | ---------------------------- | -------------------------- | -------------- | --------------- |
| 13   | 1    | 監獄の悪魔         | The Devils Are Here          | リー・ダニエルズ           | 2015年9月23日  | 1,618           |
| 14   | 2    | ゼロからのスタート | Without a Country            | ディー・リース             | 2015年9月30日  | 1,374           |
| 15   | 3    | 真っ向勝負         | Fires of Heaven              | クレイグ・ブリュワー       | 2015年10月7日  | 1,310           |
| 16   | 4    | 死人を探せ         | Poor Yorick                  | ダニー・ストロング         | 2015年10月14日 | 1,222           |
| 17   | 5    | 過去の過ち         | Be True                      | ケヴィン・ブレイ           | 2015年10月21日 | 1,228           |
| 18   | 6    | 傷痕               | A High Hope for a Low Heaven | マリオ・ヴァン・ピーブルズ | 2015年11月4日  | 1,168           |
| 19   | 7    | 嵐に舞う恋         | True Love Never              | シルヴァン・ホワイト       | 2015年11月11日 | 1,120           |
| 20   | 8    | 化学反応           | My Bad Parts                 | サナー・ハムリ             | 2015年11月18日 | 1,134           |
| 21   | 9    | 奇跡のデュエット   | Sinned Against               | ポール・マクレーン         | 2015年11月25日 | 921             |
| 22   | 10   | 最後の1票          | Et Tu, Brute?                | サナー・ハムリ             | 2015年12月2日  | 1,181           |
| 23   | 11   | 若すぎる帝王       | Death Will Have His Day      | ダニー・ストロング         | 2016年3月30日  | 1,246           |
| 24   | 12   | 新生エンパイア     | A Rose by Any Other Name     | マイケル・エングラー       | 2016年4月6日   | 1,134           |
| 25   | 13   | 呼び覚まされる記憶 | The Tameness of a Wolf       | パリス・バークレイ         | 2016年4月13日  | 1,011           |
| 26   | 14   | 反撃開始           | Time Shall Unfold            | シェリーン・デイビス       | 2016年4月20日  | 956             |
| 27   | 15   | 父として           | More Than Kin                | サナー・ハムリ             | 2016年4月27日  | 1,003           |
| 28   | 16   | 母の本性           | The Lyon Who Cried Wolf      | ミリセント・シェルトン     | 2016年5月4日   | 939             |
| 29   | 17   | 夢に見た晴れ舞台   | Rise by Sin                  | ポール・マクレーン         | 2016年5月11日  | 981             |
| 30   | 18   | ライオンの結婚     | Past Is Prologue             | サナー・ハムリ             | 2016年5月18日  | 1,088           |

### シーズン3 （2016年 - 2017年）
| 通算 | 話数 | タイトル               | 原題                    | 監督                       | 米国放送日     | 視聴者数 (万人) |
| ---- | ---- | ---------------------- | ----------------------- | -------------------------- | -------------- | --------------- |
| 31   | 1    | 生と死                 | Light in Darkness       | サナー・ハムリ             | 2016年9月21日  | 1,087           |
| 32   | 2    | 償い                   | Sin That Amends         | クレイグ・ブリュワー       | 2016年9月28日  | 965             |
| 33   | 3    | 野獣の血統             | What Remains Is Bestial | ミリセント・シェルトン     | 2016年10月5日  | 925             |
| 34   | 4    | 三角関係               | Cupid Kills             | ハネル・カルペッパー       | 2016年10月12日 | 927             |
| 35   | 5    | 一触即発               | One Before Another      | マリオ・ヴァン・ピーブルズ | 2016年11月9日  | 815             |
| 36   | 6    | ハッキング             | Chimes at Midnight      | サナー・ハムリ             | 2016年11月16日 | 839             |
| 37   | 7    | 大切な家族             | What We May Be          | ケヴィン・ブレイ           | 2016年11月30日 | 784             |
| 38   | 8    | 裏切り                 | The Unkindest Cut       | デニー・ゴードン           | 2016年12月7日  | 700             |
| 39   | 9    | 抑えきれない感情       | A Furnace for Your Foe  | サナー・ハムリ             | 2016年12月14日 | 758             |
| 40   | 10   | 歪んだ愛               | Sound and Fury          | クレイグ・ブリュワー       | 2017年3月22日  | 795             |
| 41   | 11   | 新たな取引             | Play On                 | ベニー・ブーム             | 2017年3月29日  | 691             |
| 42   | 12   | 男の責任               | Strange Bedfellows      | ビリー・ウッドラフ         | 2017年4月5日   | 635             |
| 43   | 13   | 君に贈る曲             | My Naked Villainy       | シェリーン・デイビス       | 2017年4月12日  | 659             |
| 44   | 14   | 危険な女               | Love Is a Smoke         | トリシア・ブロック         | 2017年4月26日  | 631             |
| 45   | 15   | 父親の資格             | Civil Hands Unclean     | ハワード・ドゥイッチ       | 2017年5月3日   | 560             |
| 46   | 16   | 全面抗争               | Absent Child            | ミリセント・シェルトン     | 2017年5月10日  | 632             |
| 47   | 17   | ライオンの後継者: 前編 | Toil & Trouble: Part 1  | クレイグ・ブリュワー       | 2017年5月17日  | 614             |
| 48   | 18   | ライオンの後継者: 後編 | Toil & Trouble: Part 2  | サナー・ハムリ             | 2017年5月24日  | 694             |

### シーズン4 （2017年 - 2018年）
| 通算 | 話数 | タイトル       | 原題                            | 監督                               | 米国放送日     | 視聴者数 (万人) |
| ---- | ---- | -------------- | ------------------------------- | ---------------------------------- | -------------- | --------------- |
| 49   | 1    | 失われた記憶   | Noble Memory                    | サナー・ハムリ                     | 2017年9月27日  | 705             |
| 50   | 2    | 昔の仲間       | Full Circle                     | クレイグ・ブリュワー               | 2017年10月4日  | 589             |
| 51   | 3    | ダークサイド   | Evil Manners                    | ビリー・ウッドラフ                 | 2017年10月11日 | 593             |
| 52   | 4    | 血戦           | Bleeding War                    | サナー・ハムリ                     | 2017年10月18日 | 565             |
| 53   | 5    | ミューズ       | The Fool                        | ハワード・ドゥイッチ               | 2017年11月8日  | 540             |
| 54   | 6    | 運命の分かれ道 | Fortune Be Not Crost            | サナー・ハムリ                     | 2017年11月15日 | 605             |
| 55   | 7    | ストライキ     | The Lady Doth Protest           | カレン・ガヴィオラ                 | 2017年11月29日 | 505             |
| 56   | 8    | 幻             | Cupid Painted Blind             | エリザベス・アレン・ローゼンバウム | 2017年12月6日  | 568             |
| 57   | 9    | 復讐の果てに   | Slave to Memory                 | サナー・ハムリ                     | 2017年12月13日 | 595             |
| 58   | 10   | 捕らわれの身   | Birds in the Cage               | クレイグ・ブリュワー               | 2018年3月28日  | 622             |
| 59   | 11   | 完全復帰       | Without Apology                 | ダイアン・ヒューストン             | 2018年4月4日   | 557             |
| 60   | 12   | 祈り           | Sweet Sorrow                    | エリック・ヘイウッド               | 2018年4月11日  | 591             |
| 61   | 13   | 策略           | Of Hardiness Is Mother          | クレイグ・ブリュワー               | 2018年4月18日  | 541             |
| 62   | 14   | 偽りの顔       | False Face                      | ミリセント・シェルトン             | 2018年4月25日  | 534             |
| 63   | 15   | 宿敵           | A Lean and Hungry Look          | ビリー・ウッドラフ                 | 2018年5月2日   | 528             |
| 64   | 16   | 権力闘争       | Fair Terms                      | ジャシー・スモレット               | 2018年5月9日   | 502             |
| 65   | 17   | 敵対的買収     | Bloody Noses and Crack'd Crowns | ハワード・ドゥイッチ               | 2018年5月16日  | 514             |
| 66   | 18   | ライオンの誓い | The Empire Unpossess'd          | クレイグ・ブリュワー               | 2018年5月23日  | 530             |

### シーズン5 （2018年 - 2019年）
| 通算 | 話数 | タイトル                | 原題                                   | 監督                               | 米国放送日     | 視聴者数 (万人) |
| ---- | ---- | ----------------------- | -------------------------------------- | ---------------------------------- | -------------- | --------------- |
| 67   | 1    | それぞれの再出発        | Steal from the Thief                   | サナー・ハムリ                     | 2018年9月26日  | 609             |
| 68   | 2    | ライオン家の値段        | Pay for Their Presumptions             | ジョン・クロキダス                 | 2018年10月3日  | 509             |
| 69   | 3    | 意地と誇り              | Pride                                  | クレメント・ヴァーゴ               | 2018年10月10日 | 515             |
| 70   | 4    | アーティスト･ファースト | Love All, Trust a Few                  | マリオ・ヴァン・ピーブルズ         | 2018年10月17日 | 521             |
| 71   | 5    | 悲しみの深さ            | The Depth of Grief                     | エリザベス・アレン・ローゼンバウム | 2018年10月31日 | 423             |
| 72   | 6    | 無謀な行動              | What Is Done                           | ジャシー・スモレット               | 2018年11月7日  | 501             |
| 73   | 7    | 苦しい選択              | Treasons, Stratagems, and Spoils       | タムラ・デイヴィス                 | 2018年11月14日 | 489             |
| 74   | 8    | 狙いと執着              | Master of What Is Mine Own             | ダイアン・ヒューストン             | 2018年11月28日 | 503             |
| 75   | 9    | 父から受け継いだもの    | Had It from My Father                  | サナー・ハムリ                     | 2018年12月5日  | 504             |
| 76   | 10   | 真実の重み              | My Fault Is Past                       | マイケル・ゴイ                     | 2019年3月13日  | 440             |
| 77   | 11   | 愛する美徳              | In Loving Virtue                       | クレメント・ヴァーゴ               | 2019年3月20日  | 398             |
| 78   | 12   | リスク回避              | Shift and Save Yourself                | ダイアン・ヒューストン             | 2019年3月27日  | 397             |
| 79   | 13   | トラストツアー          | Hot Blood, Hot Thoughts, Hot Deeds     | ガボレイ・シディベ                 | 2019年4月3日   | 412             |
| 80   | 14   | どんな時も              | Without All Remedy                     | クレイグ・ブリュワー               | 2019年4月10日  | 376             |
| 81   | 15   | 和解の始まり            | A Wise Father That Knows His Own Child | ドーン・ウィルキンソン             | 2019年4月17日  | 376             |
| 82   | 16   | 愛の誓い                | Never Doubt I Love                     | ダーレン・グラント                 | 2019年4月24日  | 377             |
| 83   | 17   | 運命の叫び              | My Fate Cries Out                      | ポール・マクレーン                 | 2019年5月1日   | 373             |
| 84   | 18   | 過酷な日                | The Roughest Day                       | クレイグ・ブリュワー               | 2019年5月8日   | 409             |

### シーズン6 （2019年 - 2020年）
| 通算 | 話数 | タイトル | 原題                    | 監督                                    | 米国放送日     | 視聴者数 (万人) |
| ---- | ---- | -------- | ----------------------- | --------------------------------------- | -------------- | --------------- |
| 85   | 1    |          | What Is Love            | サナー・ハムリ                          | 2019年9月24日  | 331             |
| 86   | 2    |          | Got on My Knees to Pray | マリオ・ヴァン・ピーブルズ              | 2019年10月1日  | 294             |
| 87   | 3    |          | You Broke Love          | ハワード・ドゥイッチ                    | 2019年10月8日  | 279             |
| 88   | 4    |          | Tell the Truth          | ビリー・ウッドラフ                      | 2019年10月15日 | 274             |
| 89   | 5    |          | Stronger Than My Rival  | ドーン・ウィルキンソン                  | 2019年11月5日  | 248             |
| 90   | 6    |          | Heart of Stone          | サナー・ハムリ                          | 2019年11月12日 | 260             |
| 91   | 7    |          | Good Enough             | ガボレイ・シディベ                      | 2019年11月19日 | 265             |
| 92   | 8    |          | Do You Remember Me      | ルーベン・ガルシア                      | 2019年11月26日 | 245             |
| 93   | 9    |          | Remember the Music      | ギアリー・マクロード                    | 2019年12月3日  | 255             |
| 94   | 10   |          | Cold Cold Man           | サナー・ハムリ                          | 2019年12月17日 | 252             |
| 95   | 11   |          | Can't Truss 'Em         | クレメント・ヴァーゴ                    | 2020年3月3日   | 243             |
| 96   | 12   |          | Talk Less               | ドーン・ウィルキンソン                  | 2020年3月10日  | 189             |
| 97   | 13   |          | Come Undone             | タラジ・P・ヘンソン                     | 2020年3月17日  | 264             |
| 98   | 14   |          | I Am Who I Am           | アイシャイ・セットン                    | 2020年3月24日  | 272             |
| 99   | 15   |          | Love Me Still           | ダイアン・ヒューストン                  | 2020年3月31日  | 258             |
| 100  | 16   |          | We Got Us               | クレメント・ヴァーゴ                    | 2020年4月7日   | 280             |
| 101  | 17   |          | Over Everything         | スティーヴン・ダマト                    | 2020年4月14日  | 269             |
| 102  | 18   |          | Home Is on the Way      | ギアリー・マクロード ビリー・ウッドラフ | 2020年4月21日  | 294             |